# Smithson Glacier
Smithson Glacier är en glaciär i Antarktis. Den ligger i Östantarktis. Nya Zeeland gör anspråk på området. Smithson Glacier ligger 887 meter över havet.
Terrängen runt Smithson Glacier är varierad. Trakten är obefolkad. Det finns inga samhällen i närheten. 